# Kirkhill
Kirkhill (Schots-Gaelisch: Cnoc Mhoire) is een dorp  in de Schotse lieutenancy Inverness-shire in het raadsgebied Highland ongeveer 3 kilometer ten oosten van Beauly en ongeveer 16 kilometer ten westen van Inverness .